# Campagnola Emilia
Campagnola Emilia là một đô thị ở tỉnh Reggio Emilia trong vùng Emilia-Romagna, có vị trí cách khoảng 60 km về phía tây bắc của Bologna và khoảng 20 km về phía đông bắc của Reggio Emilia. Tại thời điểm 31 tháng 12 năm 2004, đô thị này có dân số 5.120 và diện tích 24,7 km².
Đô thị Campagnola Emilia có các frazioni (các đơn vị cấp dưới) Cognento and Ponte Vettigano.
Campagnola Emilia giáp các đô thị: Correggio, Fabbrico, Novellara, Reggiolo, Rio Saliceto.